# Polski Indeks Biograficzny II
Polski Indeks Biograficzny II – połączone i rozszerzone wydanie (PIB) prezentuje uporządkowany w kolejności alfabetycznej wykaz około 280 300 haseł biograficznych zreprodukowanych na 1208 mikrofiszach tworzących Polskie Archiwum Biograficzne (PAB I), towarzyszący mu Suplement (PAB-S) oraz Polskie Archiwum Biograficzne.  Seria Nowa (PAB II).
Biogramy zawarte w Polskim Archiwum Biograficznym (PAB I) i towarzyszącym mu Suplemencie pochodzą z 302 najbardziej znaczących i reprezentatywnych słowników biograficznych i leksykonów, opublikowanych od XVII po połowę XX wieku. Polskie Archiwum Biograficzne. Seria Nowa (PAB II) zawiera 128 dzieł, które ukazały się pomiędzy 1949 a 1998 rokiem.
Polski Indeks Biograficzny II, opracowany przez Gabrielę Baumgartner został wydany w Monachium w 2004 roku.